# Gerd Völs
Gerd Völs (født 22. december 1909, død 15. marts 1991 i Hannover) var en tysk roer.
Völs roede for RG Wiking, hvor han var med i blandt andet klubbens otter, der blev tysk mester i 1936. Den repræsenterede derfor Tyskland ved OL 1936 på hjemmebane i Berlin. Tyskerne blev i indledende runde besejret af den schweiziske båd og måtte derfor i opsamlingsheat, som de vandt klart. I finalen lagde den schweiziske og den tyske båd bedst ud, men da fire af schweizerne tidligere samme dag havde roet finaler i både firer med styrmand og firer uden styrmand, slap de schweiziske kræfter op. Italienerne og amerikanerne kom efterhånden op og lå næsten lige med tyskerne, og de tre både kom i mål inden for et sekund. Amerikanerne var hurtigst og fik guld, italienerne sølv og tyskerne bronze. Ud over Völs bestod den tyske besætning af Alfred Rieck, Helmut Radach, Hans Kuschke, Heinz Kaufmann, Hans-Joachim Hannemann, Werner Loeckle, Herbert Schmidt og styrmand Wilhelm Mahlow.
Sammen med Hannemann, Loeckle og Schmidt vandt Völs sølv ved de tyske mesterskaber i firer uden styrmand i 1936, og året efter blev de nummer tre. I 1942 blev Völs tysk mester i firer uden styrmand.
Efter krigen blev Völs bygningsentreprenør i Hannover.

## OL-medaljer
- 1936:  Bronze iotter